# Martin Ferus
RNDr. Martin Ferus, Ph.D. (* 11. července 1983, Liberec) je český fyzikální chemik zabývající se výzkumem a popularizací v oblasti spektroskopie, astrochemie a chemie plazmatu o vysoké hustotě energie. Za svou práci v oblasti studia chemických účinků dopadu mimozemského tělesa do atmosféry a na povrch planety a s tím související syntézou základních biomolekul byl oceněn Prémií Otto Wichterleho (2016), Cenou Učené společnosti ČR (2016) a Hlávkovou cenou pro mladé vědce (2015).

## Vědecká a popularizační činnost
Martin Ferus působí jako vedoucí Oddělení spektroskopie Ústavu fyzikální chemie J. Heyrovského AV ČR, v. v. i. Věnuje se zejména astrochemii a chemii exoplanet (laserová plazmochemie, simulace rázových vln při dopadech asteroidů, prebiotická chemie - chemie vzniku života, spektroskopie meteorů), materiálové chemii a vývoji v oblasti forenzní analýzy. V oboru astrochemie a prebiotické chemie publikoval celou řadu vědeckých prací zaměřených na vznik biologických látek v kosmu či na rané Zemi při událostech o vysoké hustotě energie. V ostatních oborech se jeho výzkumy týkají zejména materiálové chemie (studium oxidů kovů), charakterizace luminoforů a základní spektroskopie molekul.
Martin Ferus je v současné době vedoucím zástupcem ČR v misi satelitu ARIEL, který má zkoumat chemii exoplanet (https://en.wikipedia.org/wiki/ARIEL). Mise je plánována na rok 2028.
V současné době přednáší kurzy astrochemie a chemie exoplanet na Univerzitě Karlově v Praze a Fakultě jaderné a fyzikálně inženýrské ČVUT v Praze a tuto novou oblast vědeckého bádání přibližuje publiku také v popularizačních přednáškách a odborných seminářích.

## Články v odborných časopisech
Martin Ferus, Svatopluk Civiš a Judit Šponerová (Biofyzikální ústav AV ČR, v. v. i.) publikovali v roce 2014 odborný článek, v němž je experimentálně ověřen a teoreticky na úrovni kvantově mechanické simulace reakčního mechanismu vysvětlen vznik nukleových bází ribonukleové kyseliny vlivem impaktu mimozemského tělesa. Je známo, že naše planeta byla v době vzniku živých struktur vystavena s vysokou četností dopadům asteroidů, které velmi pravděpodobně měly vliv na ranou pozemskou chemii. Plazma a rázová vlna mohly iniciovat chemické reakce, kromě toho také asteroidy samy přinášely nové chemické látky. Publikovaný výzkum ukázal, že rázová vlna při dopadu asteroidu nemusí nutně znamenat zkázu, ale místo toho slouží jako spouštěč sledu reakcí, na jejich konci se objeví základní stavební kameny života – molekuly nukleových bází, ale také cukry a základní aminokyselina glycin.   
Na tuto práci navázal článek  ve stejném časopise, který revidoval výsledky slavného Millerova experimentu - bylo dokázáno, že přímo následkem chemických reakcí při dopadu asteroidu mohou vzniknout z jednoduchých směsí také základní báze genetického kódu a nikoliv "jen" aminokyseliny tak, jak naznačovaly dosavadní výsledky Millerova pokusu.